# Dansk Forum
Foreningen Dansk Forum blev oprettet af unge nationalister på et møde i 1996, hvor Dansk Ungdom få minutter tidligere var blevet nedlagt. Dansk Ungdoms økonomiske midler, og størstedelen af medlemsskaren fulgte med over i den nye organisation. Dansk Forum var i 1996-2000 meget aktive på to områder: at blive valgt ind i fakultetsråd og konsistoriet på Københavns Universitet, samt overvågning af antiracistiske bevægelse.
Hovedparten af de ledende personer omkring Dansk Forum var studerende på Københavns Universitet, og forsøgte at blive valgt ind i fakultetsrådene for Samfundsvidenskab og Humaniora, ligesom de stillede op til valget til Københavns Universitets konsistorium. Gruppen stillede op i både 1998 og 1999, men uden succes begge år. I 1999 fik gruppen f.eks. kun 88 ud af næsten 9.000 afgivne stemmer ved konsistorievalget.
Dansk Forum havde fokus på overvågning af aktive antiracister, og deres hjemmeside indeholdt en vejviser til såkaldte autonome tilholdssteder med adresser på venstrefløjsgrupper og antiracistiske foreninger. I 1998 anbragte Dansk Forum også en infiltrator i den venstreorienterede gruppe Rebel. Dansk Forum ophørte reelt i 2000, men først i 2003 blev gruppens hjemmeside nedlagt.
Dansk Forum udgav 1996-98 medlemsbladet Runestenen, der i 1999 skiftede navn til Atterdag. Bladet ophørte i 2000.
Enkelte af folkene i Dansk Forum var ligeledes aktive i foreningen Dansk Samling. Heriblandt Dansk Samlings tidligere formand Adam Wagner.